# Michelle Taggart
Michelle Renee Taggart (ur. 6 maja 1970w Salem w stanie Oregon) – amerykańska snowboardzistka. Zajęła 19. miejsce w halfpipe’ie na igrzyskach olimpijskich w Nagano. Nie startowała na mistrzostwach świata w snowboardzie. Najlepsze wyniki w Pucharze Świata osiągnęła w sezonie 1998/1999, kiedy to zajęła 36. miejsce w klasyfikacji generalnej.
W 2002 r. zakończyła karierę.

## Sukcesy

### Igrzyska olimpijskie
| Miejsce | Dzień     | Rok  | Miejscowość | Konkurencja | Zwycięzca    |
| ------- | --------- | ---- | ----------- | ----------- | ------------ |
| 19.     | 12 lutego | 1998 | Nagano      | Halfpipe    | Nicola Thost |

### Puchar Świata

#### Miejsca w klasyfikacji generalnej
- 1996/1997 - 54.
- 1997/1998 - 92.
- 1998/1999 - 36.
- 2000/2001 - 75.

#### Miejsca na podium
1. Tandådalen – 23 listopada 1998 (halfpipe) - 1. miejsce